# Liste du patrimoine immobilier classé de Huy
Cette page regroupe l'ensemble du patrimoine immobilier classé de la ville belge de Huy.
| Objet | Année de construction / Architecte | Adresse                                  | Section communale | Coordonnées                      | Numéro d’inventaire | Illustration |
| --- | ---------------------------------- | ---------------------------------------- | ----------------- | -------------------------------- | ------------------- | --- |
| Ancien refuge de l'Abbaye d'Aulne |                                    | Rue du Vieux Pont n° 2                   |                   | 50° 31′ 11″ nord, 5° 14′ 00″ est | 61031-CLT-0006-01   | Ancien refuge de l'Abbaye d'Aulne |
| Maison, dite le ponton (École d'Agriculture de l'Etat) |                                    | Rue St-Victor, n°5                       |                   | 50° 31′ 09″ nord, 5° 13′ 35″ est | 61031-CLT-0008-01   | Maison, dite le ponton (École d'Agriculture de l'Etat) |
| Ancien Couvent des Frères Mineurs, Rue Vankeerberghen, n° 20 |                                    | Rue Vankeerberghen n° 20                 |                   | 50° 31′ 07″ nord, 5° 14′ 36″ est | 61031-CLT-0009-01   | Ancien Couvent des Frères Mineurs, Rue Vankeerberghen, n° 20 |
| Maison dite du Gouverneur |                                    | Rue Vankeerberghen n° 14                 |                   | 50° 31′ 08″ nord, 5° 14′ 34″ est | 61031-CLT-0010-01   | Maison dite du Gouverneur |
| Collégiale Notre-Dame |                                    |                                          |                   | 50° 31′ 08″ nord, 5° 14′ 17″ est | 61031-CLT-0011-01   | Collégiale Notre-Dame |
| L'église St-Mort |                                    |                                          |                   | 50° 30′ 48″ nord, 5° 14′ 23″ est | 61031-CLT-0012-01   | L'église St-Mort |
| Ancienne église de Statte et les murs longeant le chemin de Messe (M) ; comme site, l'ensemble formé par l'ancien calvaire de Statte, l'ancien cimetière, l'église et le chemin de messe (S) |                                    |                                          |                   | 50° 31′ 51″ nord, 5° 13′ 14″ est | 61031-CLT-0013-01   | Ancienne église de Statte et les murs longeant le chemin de Messe (M) ; comme site, l'ensemble formé par l'ancien calvaire de Statte, l'ancien cimetière, l'église et le chemin de messe (S)                                       |
| Le calvaire du Thier de Statte |                                    |                                          |                   | 50° 31′ 54″ nord, 5° 13′ 14″ est | 61031-CLT-0014-01   | Le calvaire du Thier de Statte |
| Ancienne église St-Mengold |                                    |                                          |                   | 50° 31′ 06″ nord, 5° 14′ 31″ est | 61031-CLT-0015-01   | Ancienne église St-Mengold |
| Maison, dite Tour d'Oultremont | 1559                               | Rue du Palais de Justice n°7             |                   | 50° 31′ 10″ nord, 5° 14′ 35″ est | 61031-CLT-0016-01   | Maison, dite Tour d'Oultremont |
| La Fontaine Monumentale (du Marché), dite Li Bassinia (XVe et XVIIIe siècles) |                                    |                                          |                   | 50° 31′ 05″ nord, 5° 14′ 27″ est | 61031-CLT-0017-01   | La Fontaine Monumentale (du Marché), dite Li Bassinia (XVe et XVIIIe siècles) |
| Refuge de l'abbaye du Val-Saint-Lambert, dite maison Batta, avenue de Batta, n°s 3-7 |                                    | Avenue de Batta n°s 3-7                  |                   | 50° 31′ 08″ nord, 5° 14′ 05″ est | 61031-CLT-0019-01   | Refuge de l'abbaye du Val-Saint-Lambert, dite maison Batta, avenue de Batta, n°s 3-7 |
| Hôtel de la Cloche, quai de la Batte, n° 9 |                                    | quai de la Batte n° 9                    |                   | 50° 31′ 17″ nord, 5° 14′ 14″ est | 61031-CLT-0020-01   | Hôtel de la Cloche, quai de la Batte, n° 9 |
| Hospice d'Oultremont |                                    | Rue de Namur n°1                         |                   | 50° 31′ 07″ nord, 5° 14′ 15″ est | 61031-CLT-0021-01   | Hospice d'Oultremont |
| Six Chapelles, chemin des Chapelles |                                    | chemin des Chapelles                     |                   | 50° 30′ 52″ nord, 5° 14′ 50″ est | 61031-CLT-0022-01   | Six Chapelles, chemin des Chapelles |
| Ancienne abbaye de Neufmoustier : deux ailes de l'ancien cloître, façade remontée; square : crypte et statue de Pierre l'Ermite, avenue Louis Chainaye |                                    | Avenue Louis Chainaye                    |                   | 50° 31′ 33″ nord, 5° 14′ 40″ est | 61031-CLT-0024-01   | Ancienne abbaye de Neufmoustier : deux ailes de l'ancien cloître, façade remontée; square : crypte et statue de Pierre l'Ermite, avenue Louis Chainaye                                                                             |
| Fort de Huy, chaussées Napoléon |                                    |                                          |                   | 50° 31′ 04″ nord, 5° 14′ 16″ est | 61031-CLT-0025-01   | Fort de Huy, chaussées Napoléon |
| Ancienne Halle-aux-Grains, actuellement, Maison de la Fondation Bolly-Charlier (Maison Nokin), place Verte, n° 6 |                                    | Place Verte n° 6                         |                   | 50° 31′ 05″ nord, 5° 14′ 30″ est | 61031-CLT-0026-01   | Ancienne Halle-aux-Grains, actuellement, Maison de la Fondation Bolly-Charlier (Maison Nokin), place Verte, n° 6 |
| Hôtel de ville de Huy |                                    | Huy                                      |                   | 50° 31′ 06″ nord, 5° 14′ 28″ est | 61031-CLT-0031-01   | Hôtel de ville de Huy |
| Hôtel (façades, toitures, portail) |                                    | Rue l'Apleit n°15                        |                   | 50° 31′ 11″ nord, 5° 14′ 23″ est | 61031-CLT-0032-01   | Hôtel (façades, toitures, portail) |
| Remparts (Enceinte de Huy) |                                    |                                          |                   | 50° 31′ 04″ nord, 5° 14′ 40″ est | 61031-CLT-0033-01   | Remparts (Enceinte de Huy) |
| Maison Lebrun (façades et toitures) |                                    | Rue l'Apleit n° 8                        |                   | 50° 31′ 11″ nord, 5° 14′ 25″ est | 61031-CLT-0034-01   | Maison Lebrun (façades et toitures) |
| Site formé par l'ensemble de la citadelle et les terrains du Mont Picard |                                    |                                          |                   | 50° 30′ 53″ nord, 5° 13′ 29″ est | 61031-CLT-0036-01   | Site formé par l'ensemble de la citadelle et les terrains du Mont Picard |
| Maison (façades et toitures) |                                    | Rue du Pont n°16                         |                   | 50° 31′ 08″ nord, 5° 14′ 20″ est | 61031-CLT-0037-01   | Maison (façades et toitures) |
| Hôtel dit Tour Colombes (façades et toitures) |                                    | Rue l'Apleit n° 9                        |                   | 50° 31′ 10″ nord, 5° 14′ 24″ est | 61031-CLT-0038-01   | Hôtel dit Tour Colombes (façades et toitures) |
| Parc Vierset |                                    | Rue Rioul                                |                   | 50° 31′ 25″ nord, 5° 14′ 35″ est | 61031-CLT-0039-01   | Parc Vierset |
| Rue des Frères Mineurs |                                    |                                          |                   | 50° 31′ 06″ nord, 5° 14′ 28″ est | 61031-CLT-0040-01   | Rue des Frères Mineurs |
| Coteau, dit les Albastries et la ruelle des Larrons |                                    |                                          |                   | 50° 31′ 07″ nord, 5° 14′ 48″ est | 61031-CLT-0041-01   | Image manquanteTéléverser |
| Maison (façades et toitures) |                                    | Rue des Tanneurs n° 23                   |                   | 50° 30′ 58″ nord, 5° 14′ 26″ est | 61031-CLT-0042-01   | Maison (façades et toitures) |
| L'église Saint-Germain : tour, chœur |                                    |                                          |                   | 50° 30′ 53″ nord, 5° 10′ 44″ est | 61031-CLT-0044-01   | L'église Saint-Germain : tour, chœur |
| Ensemble formé par le tilleul de Solière, le crucifix et ses abords immédiats |                                    |                                          |                   | 50° 29′ 01″ nord, 5° 11′ 29″ est | 61031-CLT-0049-01   | Ensemble formé par le tilleul de Solière, le crucifix et ses abords immédiats |
| Extension du site de la citadelle de Huy et des terrains du Mont Picard, à Ben-Ahin |                                    | Ben-Ahin                                 |                   | 50° 30′ 59″ nord, 5° 13′ 30″ est | 61031-CLT-0050-01   | Image manquanteTéléverser |
| Ile des Béguines et Ile des Chanoines |                                    |                                          |                   | 50° 30′ 21″ nord, 5° 08′ 27″ est | 61031-CLT-0051-01   | Image manquanteTéléverser |
| Église Sainte-Gertrude de Neuville-sous-Huy |                                    |                                          |                   | 50° 31′ 49″ nord, 5° 17′ 19″ est | 61031-CLT-0052-01   | Église Sainte-Gertrude de Neuville-sous-Huy |
| Presbytère de la paroisse Sainte-Marguerite |                                    | Rue du Centre n° 26                      |                   | 50° 31′ 36″ nord, 5° 15′ 26″ est | 61031-CLT-0053-01   | Image manquanteTéléverser |
| L'église Sainte-Margueritte |                                    |                                          |                   | 50° 31′ 36″ nord, 5° 15′ 27″ est | 61031-CLT-0054-01   | Image manquanteTéléverser |
| Ferme, dite Cense de Solières (façades et toitures) |                                    | Rue du Crucifix n°1, Solières            |                   | 50° 29′ 12″ nord, 5° 10′ 53″ est | 61031-CLT-0056-01   | Ferme, dite Cense de Solières (façades et toitures) |
| Maison (façade principale et versant de toiture) |                                    | Rue Sous-le-Château n° 42                |                   | 50° 31′ 03″ nord, 5° 14′ 19″ est | 61031-CLT-0057-01   | Maison (façade principale et versant de toiture) |
| Maison (façades, à l'exception de la façade à rue du n° 71, et toitures) (M) et jardins (S) |                                    | Rue René Dubois n°s 71-73                |                   | 50° 31′ 49″ nord, 5° 13′ 10″ est | 61031-CLT-0058-01   | Maison (façades, à l'exception de la façade à rue du n° 71, et toitures) (M) et jardins (S) |
| Maison (façade et toitures) |                                    | Rue des Augustins n° 15                  |                   | 50° 31′ 10″ nord, 5° 14′ 27″ est | 61031-CLT-0059-01   | Maison (façade et toitures) |
| Immeuble (façade et totalité de la toiture) |                                    | Rue Griange n° 11                        |                   | 50° 31′ 04″ nord, 5° 14′ 30″ est | 61031-CLT-0061-01   | Immeuble (façade et totalité de la toiture) |
| Immeuble (façade et toiture) sis Grand'Place, n° 7 |                                    | Grand'Place n° 7                         |                   | 50° 31′ 05″ nord, 5° 14′ 29″ est | 61031-CLT-0062-01   | Immeuble (façade et toiture) sis Grand'Place, n° 7 |
| Ensemble formé par les ruines du château fort de Beaufort |                                    |                                          |                   | 50° 31′ 01″ nord, 5° 11′ 41″ est | 61031-CLT-0063-01   | Ensemble formé par les ruines du château fort de Beaufort |
| Maison et Tourelle (façades et toitures) |                                    | Rue René Dubois n° 13                    |                   | 50° 31′ 43″ nord, 5° 13′ 15″ est | 61031-CLT-0064-01   | Image manquanteTéléverser |
| Vallée du ruisseau de Solières |                                    |                                          |                   | 50° 29′ 39″ nord, 5° 10′ 52″ est | 61031-CLT-0065-01   | Vallée du ruisseau de Solières |
| Puits |                                    | Rue des Cyclamens                        |                   | 50° 30′ 46″ nord, 5° 13′ 12″ est | 61031-CLT-0066-01   | Image manquanteTéléverser |
| Les façades et toitures de l'immeuble sis rue des Rotisseurs, n° 24 |                                    | Rue des Rotisseurs n° 24                 |                   | 50° 31′ 08″ nord, 5° 14′ 23″ est | 61031-CLT-0067-01   | Les façades et toitures de l'immeuble sis rue des Rotisseurs, n° 24 |
| Les façades et toitures de divers bâtiments formant le château de la Sarte à Huy |                                    | Huy                                      |                   | 50° 30′ 16″ nord, 5° 16′ 25″ est | 61031-CLT-0068-01   | Image manquanteTéléverser |
| Ruines du château de Beaufort |                                    | Ben-Ahin                                 |                   | 50° 31′ 04″ nord, 5° 11′ 36″ est | 61031-CLT-0069-01   | Ruines du château de Beaufort |
| Maison (façade et toitures du bâtiment principal et de l'annexe comprenant une porte cochère à l'exclusion de la totalité de l'annexe perpendiculaire à la façade arrière) |                                    | Rue du Marché n° 47                      |                   | 50° 31′ 06″ nord, 5° 14′ 39″ est | 61031-CLT-0070-01   | Maison (façade et toitures du bâtiment principal et de l'annexe comprenant une porte cochère à l'exclusion de la totalité de l'annexe perpendiculaire à la façade arrière)                                                         |
| - les façades, les toitures et les charpentes du château du Domaine de Solière (ex-palais abbatial) ainsi que les murs de refend, tous les locaux du rez-de-chaussée, les deux cages d'escalier et les murs avec ornementation (parties archéologiques du XVIIIie siècle et stucs du XIXie siècle) |                                    |                                          |                   | 50° 28′ 44″ nord, 5° 10′ 37″ est | 61031-CLT-0071-01   | Image manquanteTéléverser |
| Chapelle Saint-Eutrope et source (S) |                                    | Rue du Vieux Moulin                      |                   | 50° 28′ 45″ nord, 5° 10′ 41″ est | 61031-CLT-0072-01   | Image manquanteTéléverser |
| Château de Bonne-Espérance (façade et toiture), à l'exception de l'aile des communs situés à droite de la façade nord du château, de la maison du jardinier et de la tour néo-mosane (M) |                                    | Rue Bonne-Espérance n°s 37-37A           |                   | 50° 31′ 17″ nord, 5° 16′ 08″ est | 61031-CLT-0073-01   | Château de Bonne Espérance |
| Maison Loumaye (Château Bodart), communs, façades et toiture, cour pavée (M); château, cour et alentours (S) |                                    | Rue Bonne-Espérance n° 34-35             |                   | 50° 31′ 17″ nord, 5° 16′ 07″ est | 61031-CLT-0074-01   | Image manquanteTéléverser |
| Ancien Presbytère (façade et toitures) et mur d'enceinte |                                    | Rue Saint-Mengold, n° 5                  |                   | 50° 31′ 05″ nord, 5° 14′ 32″ est | 61031-CLT-0075-01   | Ancien Presbytère (façade et toitures) et mur d'enceinte |
| Parc du Château Van Zuylen |                                    |                                          |                   | 50° 31′ 12″ nord, 5° 12′ 20″ est | 61031-CLT-0076-01   | Image manquanteTéléverser |
| Façades et toitures de la chapelle Saint-Roch à Ben-Ahin |                                    | Ben-Ahin                                 |                   | 50° 30′ 40″ nord, 5° 10′ 55″ est | 61031-CLT-0078-01   | Image manquanteTéléverser |
| Maison (façade principale, pignon vers le pont, toitures) |                                    | Rue du Pont n°s 26-28                    |                   | 50° 31′ 09″ nord, 5° 14′ 19″ est | 61031-CLT-0079-01   | Maison (façade principale, pignon vers le pont, toitures) |
| Maison (façades, toitures, pignon) |                                    | Rue du Marché n° 39                      |                   | 50° 31′ 05″ nord, 5° 14′ 38″ est | 61031-CLT-0080-01   | Maison (façades, toitures, pignon) |
| Maison (façade sur la place, toitures, salon lambrissé du rez-de-chaussée à l'exclusion de la cheminée de marbre, ensemble du grand salon aux toilles peintes du rez-de-chaussée) (M) et son Jardin (S), place Saint-Denis n° 4                                                                    |                                    | Place Saint-Denis, n° 4                  |                   | 50° 31′ 07″ nord, 5° 14′ 43″ est | 61031-CLT-0081-01   | Maison place Saint-Denis |
| Maison (façade principale, pignon, toitures) |                                    | Rue du Marais n° 135                     |                   | 50° 31′ 44″ nord, 5° 15′ 17″ est | 61031-CLT-0082-01   | Image manquanteTéléverser |
| Maison (façade principale, pignon, toitures) |                                    | Rue du Marais n° 137                     |                   | 50° 31′ 44″ nord, 5° 15′ 17″ est | 61031-CLT-0083-01   | Image manquanteTéléverser |
| Le pignon Ouest, avec arcades décoratives, des vestiges de la léproserie des Grands Malades, sis quai de Compiègne 54, à Huy, ainsi que les vestiges du pignon Est (rez-de-chaussée) et l'intérieur, de toute la catterie avec les vestiges des arcades intérieures.                               |                                    | quai de Compiègne 54, Huy                |                   | 50° 31′ 50″ nord, 5° 14′ 27″ est | 61031-CLT-0084-01   | Léproserie des Grands Malades |
| Ruines de la tour de Gabelle et un pan de mur, chaussée des Forges, n° 4 |                                    | Chaussée des Forges n° 4                 |                   | 50° 30′ 45″ nord, 5° 14′ 28″ est | 61031-CLT-0085-01   | Ruines de la tour de Gabelle et un pan de mur, chaussée des Forges, n° 4 |
| Vide-bouteille des Grands Malades, chaussée de Waremme, à proximité du n° 142 |                                    | Chaussée de Waremme, ongeveer bij n° 142 |                   | 50° 31′ 50″ nord, 5° 14′ 19″ est | 61031-CLT-0086-01   | Image manquanteTéléverser |
| Maison, dite la Kakyerie, Quai de Compiègne, n° 62 |                                    | Quai de Compiègne n° 62                  |                   | 50° 32′ 10″ nord, 5° 15′ 09″ est | 61031-CLT-0087-01   | Maison, dite la Kakyerie, Quai de Compiègne, n° 62 |
| Certaines parties de l'ancien couvent des Croisiers, sis rue des Larrons n° 23, à savoir: le porche d'entrée Louis XIV; le mur d'enclos commun à l'ancienne brasserie et au porche; l'ancienne brasserie (façade et toitures) (M).                                                                 |                                    | Rue des Larrons n° 23                    |                   | 50° 30′ 58″ nord, 5° 14′ 32″ est | 61031-CLT-0091-01   | Certaines parties de l'ancien couvent des Croisiers, sis rue des Larrons n° 23, à savoir: le porche d'entrée Louis XIV; le mur d'enclos commun à l'ancienne brasserie et au porche; l'ancienne brasserie (façade et toitures) (M). |
| L'église Notre-Dame de la Sarte |                                    |                                          |                   | 50° 30′ 50″ nord, 5° 15′ 02″ est | 61031-CLT-0093-01   | L'église Notre-Dame de la Sarte |
| Maison : cave |                                    | Rue des Frères Mineurs n° 6 (M)          |                   | 50° 31′ 05″ nord, 5° 14′ 34″ est | 61031-CLT-0094-01   | Image manquanteTéléverser |
| Maison dite Legrand, sise rue des Frères Mineurs, n°1 |                                    | Rue des Frères Mineurs n°1               |                   | 50° 31′ 05″ nord, 5° 14′ 33″ est | 61031-CLT-0096-01   | Maison dite Legrand, sise rue des Frères Mineurs, n°1 |
| Maison (façades et toitures) |                                    | Rue du Pont n°18                         |                   | 50° 31′ 09″ nord, 5° 14′ 20″ est | 61031-CLT-0097-01   | Maison (façades et toitures) |
| L'ensemble de la Collégiale Notre-Dame à l'exception de l'orgue (partie instrumentale et buffet) |                                    |                                          |                   | 50° 31′ 08″ nord, 5° 14′ 17″ est | 61031-PEX-0001-01   | Image manquanteTéléverser |
| La fontaine monumentale (du Marché), dite Li Bassinia (XVe et XVIIIe siècles) |                                    |                                          |                   | 50° 31′ 05″ nord, 5° 14′ 27″ est | 61031-PEX-0002-01   | Image manquanteTéléverser |